# Engla-mordet
Englamordet var et mord på den 10-årige pige Engla Juncosa-Höglund, bosat i Stjärnsund, Dalarna, Sverige. Sagen fik stor medieopmærksomhed i Sverige og resten af Skandinavien allerede i forbindelse med hendes forsvinden 5. april 2008, da omkring 200 personer engagerede sig i eftersøgningen af pigen, bl.a. det svenske hjemmeværn, foreninger og andre frivillige. I den efterfølgende uge deltog hundreder af mennesker i eftersøgningsarbejdet (politi, hundeførere, hjemmeværket og flere hundrede civile), der organiseredes i skovene omkring Stjärnsund samt i Torsåker-området og i skovene i Bodås.
Svensk politi pågreb efter nogle dage en 42-årig mand, Anders Eklund, hvis bil var fotograferet i nærheden af det sted, hvor pigen forsvandt. Omkring et minut tidligere havde samme fotograf fotograferet Engla cyklende i området. Politiet kunne senere konstatere, at den pågældende mand tidligere var straffet for voldtægtsforsøg. 13. april meddelte politiet, at Eklund havde erkendt forbrydelsen, og at han havde vist politiet hvor han havde gemt liget. Han erkendte desuden mordet på Pernilla Hellgren i Falun i 2000 samt en voldtægt i Sandviken i 2006.